# Nesyt (rod)
Nesyt (Mycteria) je rod tropických ptáků z čeledi čápovitých.

## Seznam druhů
- nesyt africký (Mycteria ibis)
- nesyt americký (Mycteria americana)
- nesyt bílý (Mycteria cinerea)
- nesyt indický (Mycteria leucocephala)
- †Mycteria milleri
- †Mycteria wetmorei